# Aphidolète
Aphidoletes
Genre
Aphidoletes, les Aphidolètes, est un genre d'Insectes diptères prédateurs de la famille des Cécidomyidés, dont les larves ont principalement pour proies les acariens et les Pucerons sur les arbres fruitiers, la vigne, les grandes cultures, les cultures légumières et les cultures ornementales.

## Espèces rencontrées en Europe
- Aphidoletes abietis (Kieffer, 1896)
- Aphidoletes aphidimyza (Rondani, 1847)
- Aphidoletes thompsoni Mohn, 1954
- Aphidoletes urticariae (Kieffer, 1895)